# Кім Мун Хван
Кім Мун Хван (кор. 김문환, нар. 1 серпня 1995) — південнокорейський футболіст, нападник клубу «Чонбук Хьонде Моторс».
Виступав, зокрема, за клуби «Пусан Ай Парк» та «Лос-Анджелес», а також національну збірну Південної Кореї.

## Клубна кар'єра
Народився 1 серпня 1995 року. Вихованець футбольної школи клубу «Пусан Ай Парк». Дорослу футбольну кар'єру розпочав 2017 року в основній команді того ж клубу, в якій провів три сезони, взявши участь у 100 матчах чемпіонату. Більшість часу, проведеного у складі «Пусан Ай Парк», був основним гравцем атакувальної ланки команди.
Своєю грою за цю команду привернув увагу представників тренерського штабу клубу «Лос-Анджелес», до складу якого приєднався 2021 року. Відіграв за команду з Лос-Анджелеса наступний сезон своєї ігрової кар'єри. Граючи у складі «Лос-Анджелеса» також здебільшого виходив на поле в основному складі команди.
До складу клубу «Чонбук Хьонде Моторс» приєднався 2022 року. Станом на 14 листопада 2022 року відіграв за команду з міста Чонджу 28 матчів в національному чемпіонаті.

## Виступи за збірні
У 2014 році дебютував у складі юнацької збірної Південної Кореї (U-19).
У 2018 році залучався до складу молодіжної збірної Південної Кореї. На молодіжному рівні зіграв у 12 офіційних матчах.
У 2018 році дебютував в офіційних матчах у складі національної збірної Південної Кореї.
У складі збірної був учасником кубка Азії з футболу 2019 року в ОАЕ, чемпіонату світу 2022 року у Катарі.
| Дата       | Місто    | Господарі      | Результат | Гості             | Турнір                      | Голи | Примітки |
| ---------- | -------- | -------------- | --------- | ----------------- | --------------------------- | ---- | -------- |
| 7-9-2018   | Коян     | Південна Корея | 2 – 0     | Коста-Рика        | товариський матч            | -    | 86'      |
| 11-9-2018  | Сувон    | Південна Корея | 0 – 0     | Чилі              | товариський матч            | -    | 89'      |
| 16-10-2018 | Чхонан   | Південна Корея | 2 – 2     | Панама            | товариський матч            | -    | 46'      |
| 31-12-2018 | Абу-Дабі | Південна Корея | 0 – 0     | Саудівська Аравія | товариський матч            | -    | 68'      |
| 16-1-2019  | Абу-Дабі | Південна Корея | 2 – 0     | КНР               | Кубок Азії з футболу 2019   | -    |          |
| 22-3-2019  | Ульсан   | Південна Корея | 1 – 0     | Болівія           | товариський матч            | -    | 67'      |
| 26-3-2019  | Сеул     | Південна Корея | 2 – 1     | Колумбія          | товариський матч            | -    |          |
| 7-6-2019   | Пусан    | Південна Корея | 1 – 0     | Австралія         | товариський матч            | -    | 71'      |
| 10-10-2019 | Хвасон   | Південна Корея | 8 – 0     | Шрі-Ланка         | Відбір до ЧС 2022           | -    |          |
| 15-10-2019 | Пхеньян  | Північна Корея | 0 – 0     | Південна Корея    | Відбір до ЧС 2022           | -    |          |
| 19-11-2019 | Абу-Дабі | Бразилія       | 3 – 0     | Південна Корея    | товариський матч            | -    |          |
| 5-6-2021   | Коян     | Південна Корея | 5 – 0     | Туркменістан      | Відбір до ЧС 2022           | -    | 75'      |
| 12-6-2021  | Коян     | Південна Корея | 2 – 1     | Ліван             | Відбір до ЧС 2022           | -    | 69'      |
| 2-9-2021   | Сеул     | Південна Корея | 0 – 0     | Ірак              | Відбір до ЧС 2022           | -    | 58'      |
| 2-6-2022   | Сеул     | Південна Корея | 1 – 5     | Бразилія          | товариський матч            | -    | 58'      |
| 6-6-2022   | Теджон   | Південна Корея | 2 – 0     | Чилі              | товариський матч            | -    |          |
| 10-6-2022  | Сувон    | Південна Корея | 2 – 2     | Парагвай          | товариський матч            | -    | 61'      |
| 20-7-2022  | Тойота   | Південна Корея | 3 – 0     | КНР               | Чемпіонат Східної Азії 2022 | -    | 73'      |
| 24-7-2022  | Тойота   | Південна Корея | 3 – 0     | Гонконг           | Чемпіонат Східної Азії 2022 | -    | 46'      |
| 27-7-2022  | Тойота   | Японія         | 3 – 0     | Південна Корея    | Чемпіонат Східної Азії 2022 | -    | 75'      |
| 27-9-2022  | Хвасон   | Південна Корея | 1 – 0     | Ісландія          | товариський матч            | -    | 72'      |
| 11-11-2022 | Сеул     | Південна Корея | 1 – 0     | Камерун           | товариський матч            | -    |          |
| Усього     |          | Матчів         | 22        |                   | Голів                       | 0    |          |